# Hannelore Martens
Hannelore Martens is een hoofdpersonage uit de boeken van Pieter Aspe. In de televisieserie wordt ze vertolkt door Francesca Vanthielen en is ze een vast personage vanaf de start van de reeks in 2004 tot halverwege seizoen 7 (2011). In seizoen 8 en 9 maakt ze enkele gastoptredens. In het 10de en laatste seizoen speelt ze opnieuw een hoofdrol.
Ze is in het eerste verhaal vooraan in de dertig en is net aangesteld bij het Brugse parket als substituut. In het boek "Het Dreyse-incident" maakt ze promotie en wordt ze aangesteld als onderzoeksrechter. Dit komt haar vriend, Pieter Van In, vaak goed uit. Zij en Pieter Van In hebben twee kinderen: de tweeling Simon en Sarah. In "De Cel" (boek 25 - 2009) wordt hun derde kind, Julien, geboren.

## Karakter
Hannelore is geen kat om zonder handschoenen aan te pakken. Zij en Van In hebben vaak zware ruzies omwille van zijn koppigheid en haar opvliegende temperament. Ze speelt dikwijls Van Ins geweten, hoewel ze zelf ook voor geen kleintje vervaard is.

## Uiterlijk
Over Hannelores uiterlijk is weinig bekend. Wel weten we dat ze mooi is, zwart haar heeft en donkere ogen. In "Onder valse vlag" komen we wel te weten dat ze een lange hals heeft en vroeger op school gepest werd met de bijnaam "Zwoane".